# Soverato antica
Soverato antica, conosciuta localmente anche come Soverato vecchio o Soverato vecchia -in latino Suberatum (latinizzazione del greco Σουβέρατον), è un borgo medievale fortificato, vecchio centro abitato dell'odierna Soverato.
Venne abbandonato dopo il disastroso Terremoto del 1783.

## Nome[1]
L'origine del nome è da anni al centro di vari ipotesi, molte volte fantasiose:
- Zeus eratòs: inteso come "Giove innamorato", o letteralmente "Giove amabile", ma non ha riscontri con la storia e con l'archeologia del luogo;
- Suva: radice indoeuropea significante "luogo sacro";
- Super ex alto: etimologicamente insostenibile;
- Suberrare: "vagare verso l'alto", altra interpretazione infondata;
- Luogo di querce da sughero o soveri, che è l’ipotesi ovvia.

## Storia[1]
Il sito di Soverato è favorito dalla posizione al centro del Golfo di Squillace e a poca distanza dalle montagne, deve aver attirato degli uomini fin dai tempi più antichi; da quando popolazioni neolitiche abitavano la Calabria centrale. La zona a ridosso della collina dove venne fondato il borgo fortificato fu popolata sin da tempi protostorici da varie popolazioni, servirà l'arrivo dei coloni greci e poi della dominazione romana per poter far crescere economicamente e demograficamente l'intera zona di Soverato.
Sotto proprio l’Impero romano la Calabria vive in una oscura prosperità, appena sfiorata dalle guerre puniche e dalla rivolta di Spartaco.
L’asse economico e politico della Calabria si sposta sempre di più dallo Ionio al Tirreno, lungo il quale corre la grande strada consolare Popilia che porta in Sicilia.
Verso il V, VI secolo d.C. le coste ioniche vengono del tutto abbandonate, e gli abitanti si trasferiscono sui colli. Le cause del fenomeno sono da ricercarsi nell’esaurimento della funzione commerciale, nella malaria e nella minaccia prima dei Vandali dall’Africa e poi degli Arabi.
Proprio in questo periodo gli abitanti della costa iniziarono a stabilirsi in collina, fondando il primo nucleo di Suberatum, di cui oggi si ha la testimonianza grazie alla presenza della grotta anacoretica ai piedi della collina del centro abitato.
Suberatum trova i primi riscontri storici nella menzione all'interno del Brébion della Metropoli di Reggio, datato intorno al 1050 d.C., che inquadra la situazione dei possedimenti ecclesiastici nella calabria bizantina dal X Secolo.  Nel documento vengono citati fondi coltivati a gelso situati nel territorio della città, appartenenti al monastero di Arsaphia presso Stilo, e il Monastero di San Martino de Skylax et Suoberaton (oggi scomparso) dipendente dalla Metropoli di Reggio.

## Lista dei feudatari[5][6]
Si hanno notizie dei vari feudatari del territorio di Soverato a partire dal 1213. Di seguito la lista:
- Famiglia Passalacqua[8] (1213 - 1271)
- Famiglia Montfort-Castres[9] (1271 - 1300)
- Famiglia Castrocucco (1300 - ?)
- Famiglia Sanseverino (? - 1317)
- Famiglia Marzano (1317 - 1436)
- Famiglia Passalacqua (1436 - 1443)
- Famiglia Claver (1443 - ?)
- Comune demaniale (1483 - 1494)
- Famiglia Borgia (1494 - 1607)
- Famiglia Scoglio (1607 - 1610)
- Famiglia Marincola (1610 - 1625)
- Famiglia Loffredo (1625 - 1629)
- Famiglia Falco (1629 - 1634)
- Famiglia Marincola (1634 - 1783)